# Vibi Virri
Vibi Virri (en llatí Vibius Virrius) va ser un polític, dirigent de la ciutat de Càpua.
Després de la batalla de Cannes l'any 216 aC, va instigar als seus conciutadans a revoltar-se contra els romans i abraçar el camp d'Hanníbal i els cartaginesos. Quan Càpua va ser conquerida pels romans el 211 aC després d'un llarg setge, Vibi va recomanar al senat de suïcidar-se abans que caure en mas dels enemics. Vint-i-set senadors van seguir el consell i es van reunir amb ell a casa seva, on després d'un sumptuós banquet, es van enverinar.